# .hack//CELL
『.hack//CELL』（ドットハック セル）は、涼風涼による日本のライトノベル。雑誌「.hack//G.U.: The World」に連載されていた。

## 概要
単行本は角川スニーカー文庫から刊行。挿絵イラストレーターは睦月アキラ。
- .hack//CELL vol.1 終わる世界 - 2006年9月1日発行 ISBN 4-04-427184-4
- .hack//CELL vol.2 無限の解放 - 2007年2月1日発行 ISBN 978-4-04-427816-8

## ストーリー
人気オンラインゲーム「The World R:2」（ザ ワールド リビジョンツー）内において、相棒のアダマスと共に殴られ屋（一定時間素手でPCの攻撃を回避し続け、当てることができた場合賞金を支払う）を営む撃剣士（ブランディッシュ）の碧は、「死の恐怖」と恐れられるPKKのハセヲや残虐なPKボルドーなどとの戦いをきっかけに「PCである自分」と「リアルの自分」との隔絶に気づく。

## 登場人物

### メインキャラクター
碧（みどり）
声：雪野五月（Roots、Link）
主人公。艶のある黒髪の女性PC。蒼い和服姿をしており、職業は撃剣士。パートナーのアダマスと共に殴られ屋をロールしている。ハセヲやボルドーとの闘いで、自分の中に凶暴な感情（内なる獣）の存在に気付く。かつてアダマスをPKしてしまったことがあったのだが、その記憶は失われていた。そして、失われた記憶に触れた時、自分にリアルが存在しないことに気が付いてしまう。その正体は病院のコンピューターにあったみどりに関するデータと彼女の生きたいと強く願う意志から生まれたAI。そのことに気づいて大きなショックを受け、アダマスの前から姿を消してしまう。あてもなくフィールドを彷徨っていたところでボルドーに出会い、PKされそうになるが、そこへ駆けつけて懸命に戦うアダマスの姿を見て、本当のことを話そうと決心する。そのあとは情報機器を介してみどりと接触し、生きたいと願う意志である自分が彼女の元へ還ればみどりは助かると気づき、なんとかして彼女の中に還ろうと試みる。しかし、そんな中で内なる獣（おそらくAIDAと思われる）が暴走を始めてしまい、それを排除しに来た三爪痕と刃を交える。戦っているうちに、自分がみどりの元へ還るには肥大化したデータを一つの「細胞」に戻すこと、つまり三爪痕に敗北することであると悟り、自らを彼の手にゆだねた。大剣・竜華樹に己の記憶を残し、いつかみどりの手に渡ると信じて。
アニメ『.hack//Roots』にも登場。トライエッジとオーヴァンの戦いの目撃者で、ハセヲと対峙するが、返り討ちにした。
下村みどり
謎の病魔に侵され、生と死の淵を彷徨っている少女。最初は死にたくないと強く願っていたのだが、その意志が碧となって自分の中から出て行ってしまったため、完全に生きる気力を無くしていた。しかし、碧と接触したことによって再び希望を取り戻し、彼女が戻ってくるまで生きながらえようとした。病気が完治した後は「みどり」として「The World」を始める。そのPCは、必然的に碧と同じものを選んでいた。アダマスとカホに連れられて行ったエリアで大剣・竜華樹と碧の記憶を手にする。
アダマス
声：浪川大輔（Link）
碧のパートナー。リアルでいじめにあっており、ゲーム内で強い自分を演じようとしていた。しかし、ボルドー率いるPK達に袋叩きにあったことをきっかけに、そんな弱い自分を変えようと決意。しばらくの間「The World」にログインはせず、リアルでけじめをつけてから再び戻ってきた。碧がAIであると知った後は、彼女と協力してリアルからみどりを探す。そのとき知り合ったカホとは仲間になり、碧が暴走したときも2人で止めようとした。また、カホを介してみどりとも知り合い、彼女が退院した後は3人で「The World」をプレイしている。
ハセヲ
カホ
声：後藤沙緒里（Link）
みどりの幼馴染。みどりに対して頻りに「The World」のことを勧めており、入院中の彼女のもとによく「The World」を遊ぶために必要なM2Dとコントローラーを持ってきていた。さらに、同じ名前で「The World」をプレイしており、バグPC（おそらくはAIDA感染者と思われる）に挑む碧を好奇心で援護したこともあった。みどりの見舞いに行って面会謝絶されて落ち込んでいたところでアダマスと出会い、碧とみどりに関する真実を聞く。

### サブキャラクター
以下の人物は、『.hackシリーズの登場人物』あるいは『.hack//G.U.』を参照。
- シラバス
- ガスパー
- ボルドー
- 榊
- フィロ
- 七尾志乃
- 三爪痕